# Cerevkî, Ovruci
Cerevkî (în ucraineană Черевки) este localitatea de reședință a comunei Cerevkî din raionul Ovruci, regiunea Jîtomîr, Ucraina.

## Demografie
Componența lingvistică a localității Cerevkî
     Ucraineană (99,8%)
     Alte limbi (0,2%)
Conform recensământului din 2001, majoritatea populației localității Cerevkî era vorbitoare de ucraineană (99,8%), existând în minoritate și vorbitori de alte limbi.